# Leuven Bears
O Leuven Bears é um clube profissional de basquetebol sediado na cidade de Lovaina, Bélgica que atualmente disputa a Liga Belga. Foi fundado em 1999 e manda seus jogos no ginásio Sportoase que possui capacidade de 3.400 espectadores.